# Auto Assault
Auto Assault var ett MMOG-spel utvecklat av NetDevil och distribuerat av NCSoft. Spelet blandar vehicular combat med rollspelselement som tillåter spelaren att utforska en postapokalyptisk framtid i skräddarsydda bilar, motorcyklar, släpvagnar och stridsvagnar. Spelet är influerat av Mad Max-filmerna. 
Spelare kunde välja att spela som en av tre fiktiva raser - människa, mutant och biomek. Man börjar i ett fordon men spelaren kan lämna fordonet när man går in i städer för att köpa saker, prata etc.
Spelservrarna lades ner den 31 augusti 2007.

## Handling
Ett rymdskepp kraschar på jorden och sprider en tidigare okänd smitta över hela planeten. För att försöka få kontroll över situationen används massförstörelsevapen över hela jorden. I efterspelet delas mänskligheten upp i tre olika nationer - genetiskt modifierade människor, alien liknande mutanter och maskinellt förändrade biomeks.